# Stazione meteorologica di Lodi
La stazione meteorologica di Lodi è la stazione meteorologica di riferimento relativa alla città di Lodi. 

## Coordinate geografiche
La stazione meteorologica si trova nell'Italia nord-occidentale, in Lombardia, nel comune di Lodi, a 80 metri s.l.m. e alle coordinate geografiche 45°19′N 9°30′E.

## Dati climatologici
In base alla media trentennale di riferimento 1961-1990, la temperatura media del mese più freddo, gennaio, si attesta a +1,0 °C; quella del mese più caldo, luglio, è di +24,5 °C .
| Lodi               | Mesi | Mesi | Mesi | Mesi | Mesi | Mesi | Mesi | Mesi | Mesi | Mesi | Mesi | Mesi | Stagioni | Stagioni | Stagioni | Stagioni | Anno |
| Lodi               | Gen  | Feb  | Mar  | Apr  | Mag  | Giu  | Lug  | Ago  | Set  | Ott  | Nov  | Dic  | Inv      | Pri      | Est      | Aut      | Anno |
| ------------------ | ---- | ---- | ---- | ---- | ---- | ---- | ---- | ---- | ---- | ---- | ---- | ---- | -------- | -------- | -------- | -------- | ---- |
| T. max. media (°C) | 3,7  | 7,3  | 13,4 | 18,9 | 23,5 | 28,9 | 30,9 | 29,4 | 24,5 | 17,4 | 10,4 | 5,1  | 5,4      | 18,6     | 29,7     | 17,4     | 17,8 |
| T. min. media (°C) | −1,8 | −0,6 | 3,8  | 8,1  | 12,1 | 16,2 | 18,1 | 17,4 | 14,7 | 9,4  | 4,3  | 0,0  | −0,8     | 8,0      | 17,2     | 9,5      | 8,5  |